# قناة البحر المتوسط - البحر الميت
قناة البحر المتوسط - البحر الميت (بالإنجليزية: Mediterranean–Dead Sea canal أو اختصارًا MDSC) هو مشروع مقترح لحفر قناة تمتد من الشواطئ الشرقية للبحر الأبيض المتوسط حتى البحر الميت، حيث بالإمكان إستغلال الفرق في منسوب المياه بين البحرين، والبالغ 400 متر تقريبًا. كان مخططًا لهذا المشروع أن يرفع من منسوب البحر الميت، وأن يقلل من الانخفاض به. كما كان من المفترض أن يُستخدم لتوليد الطاقة الكهرومائية بسبب اختلاف منسوب السطح، وربما عن طريق الطاقة الإسموزية، بالإضافة إلى تحلية المياه عبر التناضح العكسي.

## تاريخ

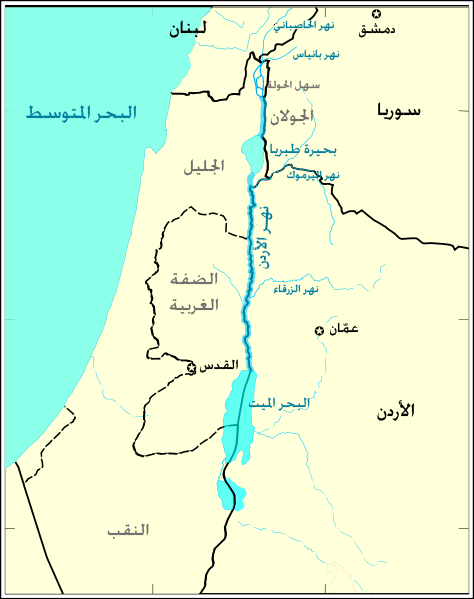
موقع القناة المُفترض بين البحرين المتوسط والميت.

كان لمشروع ربط البحر الميت بالبحار المفتوحة قد طُرح للمرة الأولى عام 1850 كمشروع بريطاني، بحيث يكون بديلاً لقناة السويس التي كانت آنذاك تحت السيطرة الفرنسية. لكن هذه الفكرة وُئدت تمامًا عندما سيطر البريطانيون على قناة السويس، ولم تطرح بعد ذلك أبدًا. إلا ان المشروع عاد للظهور عام 1896، لكن على أساس فكرة جديدة، هي بناء قناة لتوليد الطاقة الكهربائية. وقد نشر المفكر الصهيوني ثيودور هرتسل المشروع عام 1902 شارحًا بالتفصيل فكرة بناء قناة لوصل البحر الميت بالبحر المتوسط، ويسهب في شرح فوائدها. لقد تم استخدام الضفة الشرقية لنهر الأردن كمصب نهائي للقناة في معظم المقترحات الأولى لهذا المشروع، ولكن استقلال الأردن عن بريطانيا، وخروجه من مظلة الانتداب البريطاني على فلسطين، أدى إلى تغيير مسار المشروع إلى الضفة الغربية، حيث أصبح يمر مرتين بالخط الأخضر المرسوم بعد هدنة 1949 وتأسيس إسرائيل في فلسطين التاريخية.
لقد قامت إسرائيل بعد حرب 1973 بالتفكير بعدة مقترحات لربط البحر المتوسط بالبحر الميت. كما تم وضع دراسة مفصلة نُشرت بالصحافة الألمانية عام 1975 لاستغلال الفارق في المنسوب بين البحرين المتوسط والميت في توليد الطاقة، حيث يتم سحب المياه من البحر المتوسط عند مدينة إسدود، لتمر عبر أنابيب مضغوطة لتتدفق إلى بركة تخزين تقع مباشرة على المنحدر الحاد باتجاه البحر الميت.
منذ ذلك الحين طرحت عدة بدائل ومسارات لهذه القناة، ففي عام 1981، اعتمدت الحكومة الإسرائيلية المشروع رسميًا، ووضعت الخطط لربط البحر الميت بالبحر المتوسط عبر قطاع غزة (الدراسات الأولية درست احتمال ربط البحر الميت بالبحر الأحمر كبديل، لكنه لم يعتمد). ثم توقف المشروع رسميًا عام 1985، نتيجة لضغوط سياسية واقتصادية دولية. وفي تلك الفترة، طرحت الحكومة الأردنية مشروعًا بديلاً لربط البحر الميت بالبحر الأحمر، كرد على المشروع الإسرائيلي. غير أن الدراسات المستقلة أثبتت أنه لا مكان لمشروعين منفصلين، كما أن تنفيذهما معًا سيؤدي إلى كارثة اقتصادية وبيئية، من ثم لا بد من الاتفاق على مشروع واحد، إذا قُدّر له أن يرى النور. إن هذا التعاون لم يكن ممكنًا في ذلك الحين، وأصبح ممكنًا فقط بعد العامين 1993 و1994، نتيجة توقيع اتفاقية أوسلو بين إسرائيل ومنظمة التحرير الفلسطينية، ومن ثم معاهدة السلام الأردنية الاسرائيلية، حيث ورد ذكر مشروع قناة البحر الميت ـ البحر الأحمر، كأحد بنود الاتفاقيتين، وكحجر أساس لمشروع تنمية وادي الأردن.

## وصلات خارجية
- معلومات من وزارة الخارجية الإسرائيلية
- معلومات مشروع الجامعة الأمريكية
- مشروع البحر الميت نسخة محفوظة 1 يوليو 2009 على موقع واي باك مشين.
- الجيروزاليم بوست: صداع البحر المتوسط-الميت/ البحر الأحمر-الميت